# Ângelo Girão
Ângelo Girão est un gardien international portugais de rink hockey né le 28 août 1989.
Il évolue depuis 2014 au sein du Sporting CP.

## Palmarès

### En club

#### AD Valongo
- Championnat du Portugal (1)
  - Champion : 2014

#### Sporting Clube de Portugal
- WSE Champions League (3)
  - Vainqueur : 2019, 2021 et 2024

- WSE Continental Cup (2)
  - Vainqueur : 2019 et 2021

- WSE Cup (1)
  - Vainqueur : 2015

- Championnat du Portugal (2)
  - Champion : 2018 et 2021

- Coupe du Portugal (1)
  - Vainqueur : 2025

- Supercoupe du Portugal (1)
  - Vainqueur : 2015

### En sélection nationale
Portugal
- Championnat du monde (1)
  - Vainqueur : 2019

- Championnat d'Europe (1)
  - Vainqueur : 2016

- Coupe des nations (4)
  - Vainqueur : 2009, 2013, 2015 et 2019